# 弗萊德·帕克斯福德
弗萊德·帕克斯福德（英語：Fred Paxford，1898年8月5日—1979年8月10日），英國牛津郡人，是作家C·S·路易斯的園丁兼雜工，亦是《納尼亞傳奇》角色泥桿兒的原型。

## 生平
帕克斯福德與路易斯年齡相近，莫爾太太在買下窯屋不久後便雇用了他。帕克斯福德住在窯屋旁的一棟小屋內，花了幾年時間清理窯屋一帶，開闢了菜園。他還負責為路易斯一家人採購。工作時他總是大聲唱歌，使鄰居不堪其擾，「但最能引起人們注意的是他的預言、特別是關於天氣的一貫陰鬱性質，這種預言還導致他成為《納尼亞傳奇》中沼澤怪泥桿兒的原型」:286。
帕克斯福德終身未婚。他與路易斯的繼子道格拉斯相處得很好，道格拉斯後來說：「弗萊德·帕克斯福德是我見過最善良的人，也是最典型的基督徒」。
C·S·路易斯過世後，帕克斯福德於邱吉爾隱居，生活過得清苦，道格拉斯曾於1973年去探望他。1979年，帕克斯福德去世，享壽81歲。

## 影視形象
在1993年電影《影子大地》，弗萊德·帕克斯福德由沃尔特·斯帕罗飾演。